# NGC 3954
NGC 3954 ist eine kompakte elliptische Galaxie mit aktivem Galaxienkern vom Hubble-Typ C/E im Sternbild Löwe auf der Ekliptik. Sie ist schätzungsweise 312 Millionen Lichtjahre von der Milchstraße entfernt und hat einen Durchmesser von etwa 65.000 Lj.

Im selben Himmelsareal befinden sich die Galaxien NGC 3940, NGC 3946, NGC 3947, NGC 3948.
Das Objekt wurde am 26. April 1785 von William Herschel entdeckt.